# Християнське соціальне вчення
Християнське соціальне вчення (християнська соціальна наука, християнське суспільствознавство, християнська соціальна доктрина, християнська соціальна етика) — наука про морально-правовий порядок суспільства як передумова самореалізації людини. Як теологічна етика, християнське соціальне вчення є або частиною моральної теології, або стоїть поруч із нею.
Вивчає соціальні та політичні відносини, структури та норми щодо загальних ідей розподільної, комутативної участі в справедливості та впливає на розробку рішень з огляду на наявний дефіцит правосуддя. Однією з їх головних цілей є формування моральних суджень про соціальний вимір, в якому живуть люди, звідси їх головне питання: «Чи справедливі інституційні структури?»
У католицькій теології в основному говорять про католицьке соціальне вчення через його викладацький характер. У реформованому протестантизмі кальвіністська трудова етика домінує над принципом виконання.

## Католицьке соціальне вчення
Католицьке соціальне вчення включає висловлювання Католицької Церкви щодо соціального питання та співіснування людини взагалі. Домовляється про благочестиве соціальне замовлення для забезпечення хорошого життя на основі розуму й божественного одкровення. Католицьке соціальне вчення базується на принципах особистісності, солідарності та субсидіарності, а також загального блага.
Вихідним пунктом сучасного соціального вчення стала енцикліка «Rerum Novarum» від Папи Лева XIII. З часом воно було оновлене та налагоджене. Тож Церква взяла до уваги демократію і відкрила свій горизонт для глобальних відносин. Загальна декларація прав людини була визнана в 1963 році в енцикліці миру «Pacem in Terris». А «Laudato si'» розширив предмет соціального навчання на екологічну етику.
Численні соціальні асоціації підтримують поширення католицького соціального вчення в економічній, соціальній та політичній сферах, наприклад, Федерація католицьких підприємців.

## Православна соціальна доктрина
Православна соціальна доктрина набагато менш розвинена, ніж в інших конфесіях, але вийшла на перший план, зокрема, після краху комуністичного режиму. Синод єпископів Московської Патріархії опублікував у 2000 р. «Основи соціальної доктрини Російської Православної Церкви». У червні 2016 р. православні написали довгий розділ у документі Ради загального православного соціального вчення.

## Протестантська соціальна етика
Євангельська соціальна етика не має церковного викладацького тексту в католицькому розумінні. З загальних тверджень щодо соціальних та політичних питань у євангельських християн є описовий субстрат, що випливає із загальних вірувань та тверджень, і це формуює євангельську соціальну етику, завдяки чому орієнтація на біблійну концепцію справедливості може розглядатися як спільна основа.
Однак протестантська теологія вже не вважає соціальне вчення неможливим, посилаючись на постійний ефект первородного гріха у всіх соціальних сферах. Так був покинутий і квієтизм, і союз Престолу з вівтарем. До кінця Першої світової війни протестантизм у Німеччині був суворо монархічним, у цьому сенсі політично нешкідливим, на відміну від католицтва, лише релігійні меншини зверталися до соціального питання та проблем робітничого класу.
Однак широкий рух, який офіційно не був написаний Церквою в сфері дияконії та внутрішньої місії, особливо з середини XIX століття (напр. Вічерн, 1848) мав значний вплив на соціально мислячих інтелектуалів в Німеччині та специфічну суспільно-політичну структуру в Німецькій імперії (напр. Теодор Ломан). Існували тісні особисті зв'язки, наприклад, між Євангелічним соціальним конгресом та впливовим Союзом соціальної політики.
Засновником релігійного соціалізму в Німеччині був протестантський богослов Крістоф Блюмхардт (1842—1919), а у Швейцарії Леонард Рагаз. Швейцарський богослов Карл Барт, як найважливіший новатор протестантизму у XX столітті, був студентом обох цих богословів і представляв християнський соціалізм як раціональне рішення християн для сучасного свідчення про вчення Христа. Він також вказав на схожість між біблійним проголошенням Ісуса Христа та марксизмом.
На противагу цьому Макс Вебер підкреслював у праці «Протестантська етика і дух капіталізму» вплив протестантської соціальної етики на капіталістичний соціальний лад.

## Вплив на соціальну ринкову економіку
Отців католицького соціального вчення з радістю цитували в кількох політичних напрямках, наприклад Освальд фон Нел-Брейнінг. На сьогодні уявлення про соціально орієнтовану ринкову економіку наближається до вимог своєї мети.
Основи концепції соціальної ринкової економіки були створені під час нацистського режиму. Тісні зв'язки між колами Церкви та новими ліберальними концепціями (Бонхофер, Тіліке, Дітце, Лампе, Рьопке, Бьом та інші) вражають. Тому справедливо можна говорити про коріння соціальної ринкової економіки в католицькому соціальному вченні та в протестантській соціальній етиці.